# Marisa Abela
Pour les articles homonymes, voir Abela.
Marisa Gabrielle Abela (née le 7 décembre 1996) est une actrice britannique. Elle est connue pour son rôle dans la série télévisée Industry (coproduction de la BBC et de HBO) et pour son rôle dans la série Cobra diffusée sur Sky One.

## Biographie

### Jeunesse et formation
Marisa Abela est née à Brighton, en Angleterre. Elle est la fille de l'actrice Caroline Gruber et du réalisateur Angelo Abela. Elle grandit à Rottingdean avec son frère aîné Jack. Son père est d'origine maltaise-libyenne et anglaise, et sa mère est d'ascendance juive polonaise et juive russe,. Marisa Abela a fréquenté la Roedean School et a suivi des cours d'art dramatique avec The Theatre Worshop,. Elle avait initialement l'intention d'étudier l'histoire et le droit à l'University College de Londres pour devenir avocate des droits de l'homme ; elle a changé d'avis à la dernière minute et a continué à jouer,. Marisa Abela a ensuite obtenu son diplôme de la Royal Academy of Dramatic Art (RADA) en 2019,.

### Carrière
Marisa Abela fait ses débuts à la télévision en 2020 avec des rôles principaux dans plusieurs séries. Elle incarne Ellie Sutherland dans la série d'action COBRA, diffusée sur Sky One. Marisa Abela joue aussi Yasmin Kara-Hanani dans la série dramatique Industry, une coproduction de la BBC Two et de HBO. Elle apparaît dans les films She Is Love et Rogue Agent.
En juillet 2022, Marisa Abela rejoint le casting du film Barbie réalisé par Greta Gerwig. Plus tard ce mois-là, il est annoncé qu'elle est en pourparlers pour interpréter Amy Winehouse dans le biopic sur la chanteuse intitulé Back to Black et réalisé par Sam Taylor-Johnson.

## Filmographie

### Longs métrages
- 2008 : Man in a Box de Steven Rhys Lewis : Alice
- 2022 : Rogue Agent de Adam Patterson et Declan Lawn : Sophie Jones
- 2022 : She Is Love de Jamie Adams : Louise
- 2023 : Barbie de Greta Gerwig : Barbie Je te parle
- 2024 : Back to Black de Sam Taylor-Johnson : Amy Winehouse
- 2025 : The Insider (Black Bag) de Steven Soderbergh : Clarissa Dubose

### Séries télévisées
- Depuis 2020 : COBRA sur Sky One : Ellie Sutherland (6 épisodes)
- Depuis 2020 : Industry coproduction de BBC Two et HBO : Yasmin Kara-Hanani (12 épisodes)[14]

## Jeu vidéo
- 2020 : Five Dates : Maya